# Fontes da história nórdica

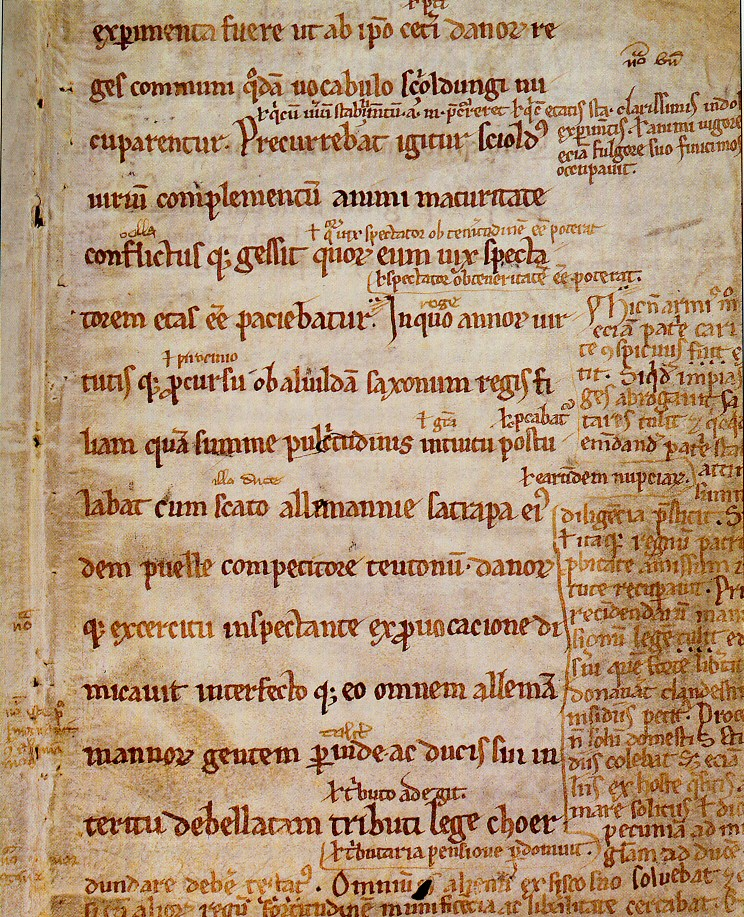
Feitos dos Danos do historiador dinamarquês Saxão Gramático, do século XII

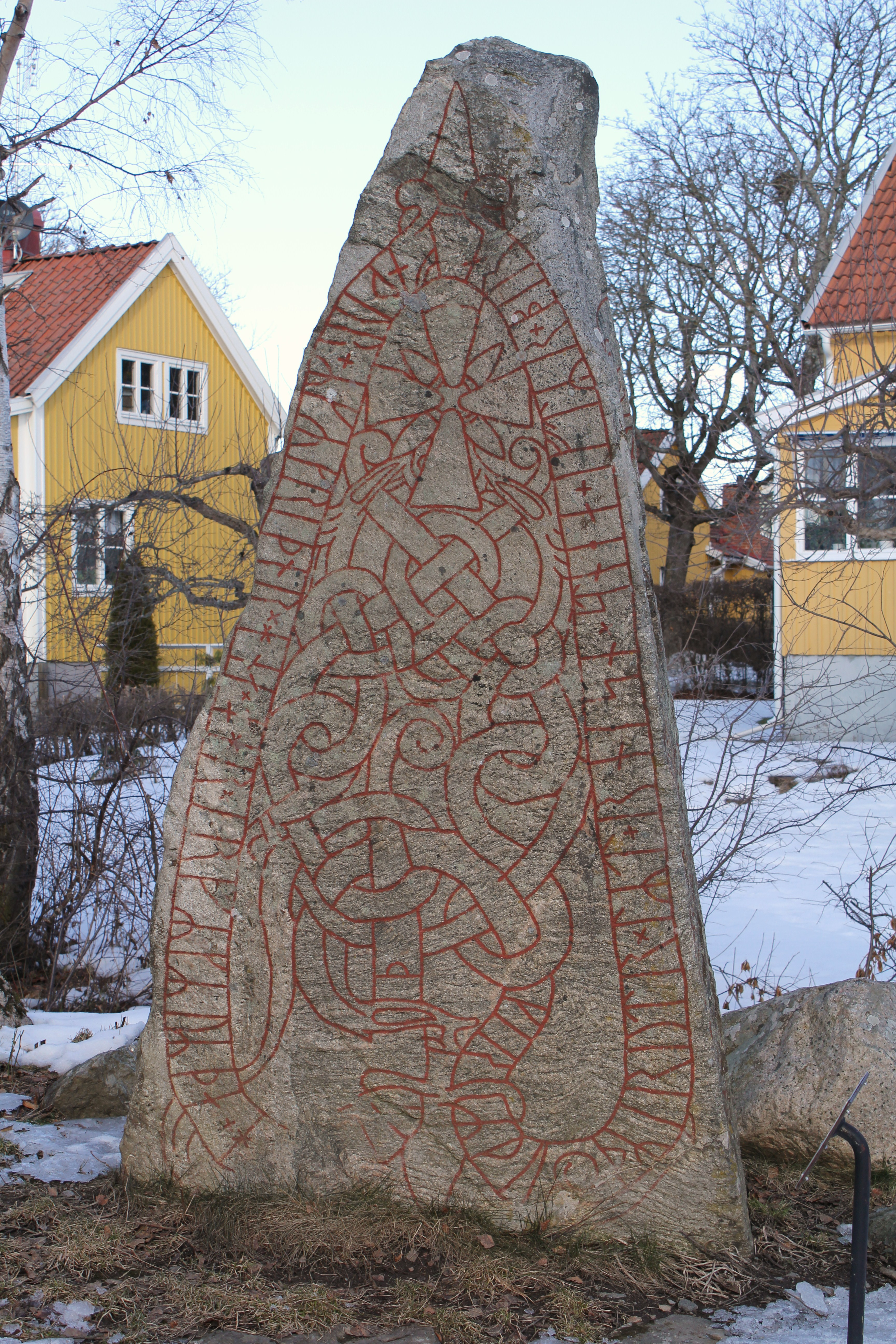
Pedra de Ängby, na Suécia

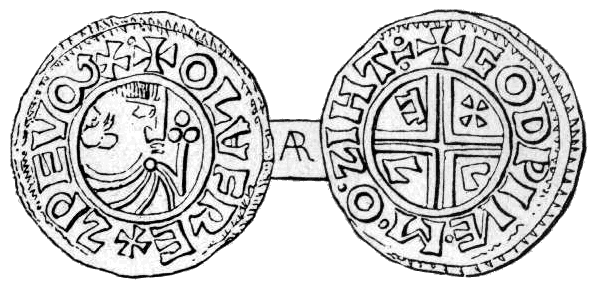
Moeda de prata cunhada em Sigtuna no reinado de Olavo, o Tesoureiro

São escassos os documentos escritos contemporâneos sobre a história antiga dos países nórdicos. As poucas fontes existentes são frequentemente estrangeiras, tardias, e eivadas de incertezas e contradições.
A arqueologia e a linguística nórdicas dão um contributo importante para aumentar o nosso saber histórico, com destaque para as pedras rúnicas (com as suas inscrições e gravuras), moedas e objetos achados, assim como vestígios e ruinas encontrados.
Pré-história
Período das Migrações - Era de Vendel - Era Viquingue
- Germânia do historiador romano Tácito, do século I
- Gética do historiador bizantino Jordanes, do século VI
- Vida de Ansgário de Rimberto, bispo de Hamburgo-Brema, do século IX
- Gesta Hammaburgensis Ecclesiae Pontificum do historiador alemão Adão de Brema, do século XI
- Beovulfo anglo-saxão, do século XI
- Feitos dos Danos do historiador dinamarquês Saxão Gramático, do século XII
- História da Noruega de autor anónimo, do século XII
- Heimskringla do historiador islandês Snorri Sturluson, do século XIII
- Saga dos Inglingos do historiador islandês Snorri Sturluson, do século XIII, incluída na Heimskringla, e na qual é citada a desaparecida Ynglingatal de Tiodolfo de Hvinir, possivelmente do século IX
- Saga de Hervör, do século XIII
- Lei da Gotalândia Ocidental do século XIII
- Crónica de Érico do século XIV
- Historia de gentibus septentrionalibus de Olaus Magnus, do século XVI

No campo da fantasia e mitografia, têm um destaque especial:
- Historia de omnibus Gothorum Sveonomque regibus (História de todos os reis dos Gotas e dos Suíones) de Johannes Magnus, no século XVI
- Atlantica de Olof Rudbeck, no século XVII